# Freyja Montes
I Freyja Montes sono una struttura geologica della superficie di Venere.